# Dinastia Liao
La dinastia Liao (/ ljaʊ /; kitan: Mos Jælud; xinès tradicional: 遼朝; xinès simplificat: 辽朝; pinyin: Liáo cháo), també conegut com a Imperi Liao, oficialment el Gran Liao (大 遼; 大 辽; Dà Liáo), l'Imperi Khitan o l'estat Khitan (Qidan) (kitan: Mos diau-d kitai huldʒi gur), va ser un imperi i una dinastia imperial a l'Àsia oriental que va governar del 916 al 1125 sobre l'actual Xina del nord i nord-est, Mongòlia i parts de l'Extrem Orient rus i Corea del Nord. L'imperi va ser fundat per Yelü Abaoji (emperador Taizu de Liao), kagan dels khitan al moment del col·lapse de la dinastia Tang, i va ser el primer estat a controlar tot Manxúria. Estant governada pel clan Khitan Yelü, la dinastia Liao és considerada pels historiadors com una dinastia de conquesta de la Xina.

## Història
Gairebé immediatament després de la seva fundació, la dinastia Liao va iniciar un procés d'expansió territorial, amb Abaoji encapçalant una exitosa conquesta de Balhae. Els emperadors posteriors durant les Cinc Dinasties i Deu Regnes guanyarien les Setze prefectures alimentant una guerra subsidiària que va conduir al col·lapse dels Tang posteriors i l'establiment dels Jin posteriors, als que van envair en 943 i al cap de tres anys es van apoderar de la capital, Kaifeng. Però tot i que havien conquerit vastes regions de la Xina, els Khitans no van poder o no volien controlar aquestes regions i es van retirar a principis de l'any següent.
Van establir relacions tributàries amb Goryeo després de perdre les guerres entre Goryeo i Khitan. El 1004, la dinastia Liao va llançar una expedició imperial contra la dinastia Song del Nord. Després de fortes lluites i grans baixes entre els dos imperis, ambdues parts van elaborar el tractat de Shanyuan. Mitjançant el tractat, la dinastia Liao va obligar el Song del Nord a reconèixer-los com a iguals i va anunciar una era de pau i estabilitat entre les dues potències que va durar aproximadament 120 anys.
La tensió entre les pràctiques socials i polítiques tradicionals de Khitan i la influència i els costums xinesos va ser un tret definitori de la dinastia. Aquesta tensió va provocar una sèrie de crisis successòries. Els emperadors de Liao van afavorir el concepte xinès de primogenitura, mentre que gran part de la resta de l'elit khitana donava suport al mètode tradicional de successió del candidat més fort. Tan diferents eren les pràctiques khitanes i xineses que Abaoji va establir dos governs paral·lels. L'Administració del Nord governava les zones khitanes seguint les pràctiques tradicionals khitanes, mentre que l'Administració del Sud governava zones amb grans poblacions no khitanes, adoptant pràctiques governamentals tradicionals xineses.
Les diferències entre la societat xinesa i la Khitan incloïen rols de gènere i pràctiques matrimonials: els khitans tenien una visió més igualitària cap al gènere, en contrast amb les pràctiques culturals xineses que segregaven els rols dels homes i de les dones. A les dones khitanes se'ls va ensenyar a caçar, gestionaven propietats familiars i ocupaven càrrecs militars. No es van concertar molts matrimonis, les dones no havien de ser verges en el seu primer matrimoni i les dones tenien dret a divorciar-se i tornar a casar-se.
A principis de 1114, Wányán Āgǔdǎ, líder del clan Wanyan, al nord de Manxúria va enviar espies al territori Liao i es va preparar per revoltar-se contra el règim dels khitan, que considerava decadent, capturant Ningjiangzhou i derrotant-lo a la batalla de Chuhedian al novembre. El gener de 1115, després d'una sèrie d'èxits militars controlava prou territori i es va proclamar emperador de la Xina establint la dinastia Jin. A l'agost, el seu exèrcit va conquerir la prefectura de Huanglong i va derrotar de nou a Liao a la batalla de Hubudagang. El 1116, Aguda havia completat la conquesta de tota la península de Liaodong. Entre 1119 i 1122, el seu exèrcit va derrotar repetidament les forces Liao i va capturar totes les cinc capitals de la dinastia Liao. La dinastia va ser destruïda el 1125 amb la captura de l'emperador Tianzuo de Liao. Tanmateix, els khitans restants, dirigits per Yelü Dashi (emperador Dezong de Liao), van establir la dinastia Liao occidental o Kara-khitai, que va governar parts de l'Àsia central durant gairebé un segle abans de ser conquerida pels mongols de Khublai Khan, que va establir la dinastia Yuan.

## El sistema d'administració dual
L'expansió territorial de l'estat khitan va arribar a regions poblades per xinesos han, la qual cosa va plantejar el problema de com governar aquests súbdits de tradicions molt diferents a les dels pobles nòmades de nord. Abaoji va dissenyar un sistema d'administració dual, pel qual es dividia als súbdits en dos grups: khitan i xinesos. Les lleis eren diferents per a tots dos grups, segons les tradicions respectives, i el funcionariat de la cort es dividia també en dos grups. La cort estava dividida en un sector nord i en un sector sud. Al sector nord, hi havia els funcionaris khitan, triats per vincles familiars, mentre que al sector sud hi havia els funcionaris xinesos, que parlaven xinès i kitan, i que eren triats mitjançant un sistema d'exàmens, seguint la tradició dels Tang.
Al costat d'aquest sistema dual d'administració, els khitan van desenvolupar un sistema d'escriptura per a la seva llengua, basat en els caràcters xinesos, que constava de dos tipus de caràcters: l'escriptura petita, de caràcter fonètic, i la escriptura gran, de caràcter ideogràfic, en un desenvolupament dels caràcters xinesos similar al del japonès modern. El sistema d'escriptura khitan, utilitzat en nombrosos documents oficials, només ha estat desxifrat parcialment.